# فكتور كونز
فكتور كونز هو دراج سويسري، ولد في 21 مارس 1968 في ليستل في سويسرا.

## وصلات خارجية
- فكتور كونز على موقع أرشيف الدراجات (الإنجليزية)
- فكتور كونز على موقع إحصائيات الدراجات الإحترافية (الإنجليزية)
- فكتور كونز على موقع أوليمبيديا (الإنجليزية)